# Réserve nationale de faune Akpait
La réserve nationale de faune Akpait (anglais : Akpait National Wildlife Area) est une aire protégée du Canada et l'une des cinq réserves nationales de faune du Nunavut. Elle a pour objectif de protéger l'une des plus grandes colonies de guillemot de Brünnich.

## Toponymie
Le nom Akpait signifie « guillemot » en inuktitut.

## Géographie
Akpait est située au nord-est de la péninsule Cumberland, sur l'île de Baffin, à 37 km au nord-est de Cape Dyer et à 130 km au sud-est de Qikiqtarjuaq.